# Heliamphora collina
Heliamphora collina är en flugtrumpetväxtart som beskrevs av Wistuba, Nerz, S.Mcpherson och A.Fleischm. Heliamphora collina ingår i släktet Heliamphora och familjen flugtrumpetväxter. Inga underarter finns listade i Catalogue of Life.